# كاتليجو كاي كولانيان كيسوبيل

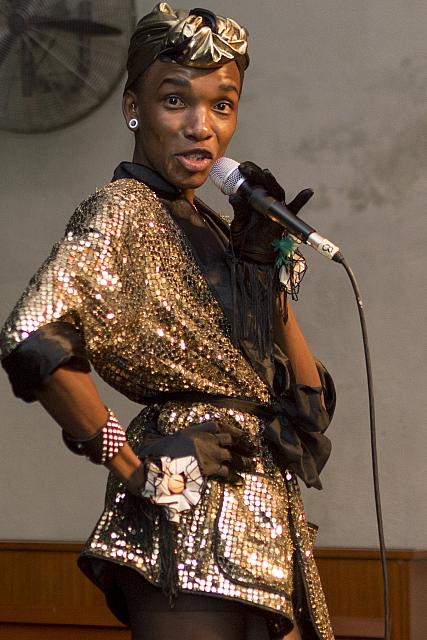
كات كاي كول كيس

كاتليجو كاي كولانيان كيسوبيل (بالإنجليزية: Katlego Kai Kolanyane-Kesupile)‏ (من مواليد يناير 1988، والمعروفة أيضًا باسم كات كاي كول كيس)، هي فنانة أداء وموسيقية وكاتبة وناشطة بمجتمع الميم من بوتسوانا. اشتهرت بكونها أول شخصية عامة من البلاد تعرف علنًا كشخص متحول جنسيًا. وهي أيضًا أول شخص من بوتسوانا يحصل على زمالة مبادرة تيد.

## سيرة شخصية
ولدت كولانيان كيسوبيل في يناير 1988 في فرانسيستاون. وهي أول شخص متحول جنسيًا يظهر علانية في بوتسوانا، وهو ما فعلته في عام 2013. التحقت كولانيان كيسوبيل بمدرسة كليفتون الابتدائية. ذهبت إلى مدرسة داخلية في ديربان عندما كانت في الثامنة عشرة من عمرها، حصلت كولانيان كيسوبيل على درجة البكالوريوس في المسرح من جامعة ويتواترسراند وحصلت على درجة الماجستير في حقوق الإنسان والثقافة والعدالة الاجتماعية من كلية جولدسميث بجامعة لندن. أصبحت باحثة في منحة تشيفنينغ في عام 2016.
كولانيان كيسوبيل هي مؤسسة مهرجان عرض شورتس كوير، وهو أول مهرجان مسرح تحت عنوان مجتمع الميم في بوتسوانا. كتبت لمجلة العالمية والأفريقية. كولانيان كيسوبيل تلعب أيضًا مع فرقة «مطاردة جيكب». تكتب الأغاني لفرقة باللغتين الإنجليزية والسيتسوانة. أصدرت المجموعة ألبومًا بعنوان «دولة بونغو» في عام 2015.

## جوائز
- جائزة الشرف الأعلى في بوتسوانا لعام 2013/2014 في فئة الفنون المسرحية.[17]
- جائزة الوصيفة العالية الإشادة لجوائز كوينز للقادة الشباب لعام 2015.[20]
- لقب زميلة مبادرة تيد العالمية في عام 2017 وكانت أول شخص في بوتسوانا تحصل على هذا التميز[21][22]
- في عام 2018، ظهرت في قائمة المائة امرأة لمجلة أوكى أفريكا.[23]